# Alwilkinsita-(Y)
L'alwilkinsita-(Y) és un mineral de la classe dels sulfats.

## Característiques
L'alwilkinsita-(Y) és un sulfat de fórmula química Y(UO₂)₃(SO₄)₂O(OH)₃(H₂O)₇·7H₂O. Va ser aprovada com a espècie vàlida per l'Associació Mineralògica Internacional l'any 2016. Químicament es troba relacionada a la sejkoraïta-(Y), sent el segon mineral sulfat d'uranil amb itri conegut actualment. Juntament amb la bijvoetita-(Y) i la kamotoïta-(Y), minerals carbonats, constitueixen el petit grup de sals naturals d'itri i urani. Cristal·litza en el sistema ortoròmbic.

## Formació i jaciments
Va ser descoberta a la mina Blue Lizard, a Chocolate Drop, al districte de White Canyon, al Comtat de San Juan (Utah, Estats Units), l'únic indret on ha estat trobada.